# Sandy Faison
Sandy Faison (16 settembre 1950) è un'attrice e cantante statunitense.
Debutta nel 1977 a Broadway con il ruolo di Grace Farrel, segretaria del personaggio fittizio Daddy Warbucks, nel musical Annie. 
Per il grande schermo è apparsa in film come Pookie (1969) e Il ribelle (1983). La sua carriera televisiva è invece costellata da apparizioni in soap opere come Sentieri, Destini, e altre.
L'attrice insegna attualmente nella prestigiosa Fiorello H. LaGuardia High School, meglio conosciuta come "Fame School".

## Filmografia parziale

### Cinema
- Pookie (The Sterile Cuckoo), regia di Alan J. Pakula (1969)
- Il ribelle (All the Right Moves), regia di Michael Chapman (1983)

### Televisione
- Ai confini della notte (The Edge of Night) - serie TV, 185 episodi (1983-1984)
- Anything but Love - serie TV, 6 episodi (1989)